# Night of Champions (2012)
Night of Champions (2012) — шестое по счёту шоу Night of Champions, PPV-шоу производства американского рестлинг-промоушна WWE. Шоу прошло 16 сентября 2012 года на арене «ТД-гарден» в Бостоне, Массачусетс, США.

## Поединки
| Pre-Show                          | Зак Райдер победил выкинув последним Тенсая                                    | Королевский бой из 16-ти человек за право быть претендентом на титул чемпиона Соединённых Штатов, позднее на ППВ | 5:43  |
| 1                                 | Миз (с) победил Коди Роудса, Син Кару и Рея Мистерио                           | Поединок «Четыре смертных пути» за титул интерконтинентального чемпиона                                          | 12:05 |
| 2                                 | Кейн и Дэниел Брайан победили Кофи Кингстона и R-Truth (с)                     | Командный поединок за титул командных чемпионов WWE                                                              | 8:30  |
| 3                                 | Антонио Сезаро (с) победил Зака Райдера                                        | Одиночный поединок за титул Чемпиона Соединенных Штатов                                                          | 6:40  |
| 4                                 | Рэнди Ортон победил Дольфа Зигглера (с Вики Герреро)                           | Одиночный поединок                                                                                               | 18:24 |
| 5                                 | Ив Торрес победила Лейлу(с)                                                    | Одиночный поединок за титул чемпионки див WWE                                                                    | 7:05  |
| 6                                 | Шимус (с) победил Альберто Дель Рио (с Рикардо Родригесом)                     | Одиночный поединок за титул чемпиона мира в тяжелом весе                                                         | 14:25 |
| 7                                 | СМ Панк (с) (с Полом Хейманом) против Джона Сины закончился двойным удержанием | Одиночный поединок за титул чемпиона WWE                                                                         | 26:55 |
| (c) — чемпион на момент поединка. |                                                                                | |       |

1. ↑  Другие участники: Бродус Клэй, Примо, Эпико, Джастин Гэбриел, Тайсон Кидд, Майкл Макгилликати, Даррен Янг, Тайтус О’Нил, Джиндер Махал, JTG, Дрю Макинтайр, Тэд ДиБиаси мл., Хит Слейтер и Сантино Марелла